# 王琚 (北魏)
王琚（407年—496年），北魏時的宦官。获得爵位最高的宦官之一；被册封为王的宦官之一，受封為高平王。

## 生平
王琚在420年因罪被處宮刑，入宮當宦官。王琚當宦官期間，經歷了五朝皇帝，分別是明元帝、太武帝、文成帝、獻文帝及孝文帝。曾任禮部尚書，进爵广平公，孝文帝因他是前朝老臣且公正，授散騎常侍，又历任侍中、冀州刺史等官職，进爵高平王，年老返京，拜散骑常侍，在家养老，前后赏赐车马、衣物不可胜数。后爵位降为公。常常喝牛乳。死後被追謚號為「靖」，赠冀州刺史。

## 延伸阅读
[在维基数据编辑]
 《魏書·卷94》，出自魏收《魏书》

## 外部連結
- 策略研究中心：王琚教射經 （页面存档备份，存于）